# تنس الطاولة في الألعاب الأولمبية الصيفية 2016
أقيمت منافسات تنس الطاولة ضمن دورة الألعاب الأولمبية الصيفية 2016 في ريو دي جانيرو في الفترة من 06-17 أغسطس 2016 في الجناح الثالث من مركز ريو سنترو . نافس في البطولة من كل الفرق الفردية والزوجية حوالي 172 لاعب (التوزيع متساوي بين الرجال والنساء).